# Mehdi Rahmati
Seyyed Mehdi Rahmati (persan : سید مهدی رحمتی) (né le 3 février 1981 à Téhéran en Iran) est un footballeur international iranien, qui évolue au poste de gardien de but.

## Biographie

### Carrière en sélection
Avec l'équipe d'Iran, il joue 75 matchs (pour aucun but inscrit) entre 2004 et 2012. 
Il figure dans le groupe des sélectionnés lors des coupes d'Asie des nations de 2004, de 2007 et de 2011. Il termine troisième de la compétition en 2004.
Il joue enfin 28 matchs comptant pour les éliminatoires de la Coupe du monde lors des éditions 2006, 2010 et 2014.

## Palmarès
| Fajr-Sepasi - Coupe d'Iran (1) : - Vainqueur : 2000-01. |  | Esteghlal - Championnat d'Iran (2) : - Champion : 2005-06 et 2012-13. - Coupe d'Iran (2) : - Vainqueur : 2011-12 et 2018. |  | Sepahan Ispahan - Championnat d'Iran (2) : - Champion : 2009-10 et 2010-11. |